# Jan Clijnk
Jan Clijnk   (Helmond, 25 de març de 1930 - Helmond, 26 de maig de 1989), escrit sovint Jan Clynk, fou un pilot de motocròs neerlandès de renom internacional durant les dècades del 1950 i 1960. Fou el primer neerlandès a guanyar un Gran Premi de motocròs, concretament el dels Països Baixos de 1956 (puntuable per al Campionat d'Europa de 500cc), celebrat a Schijndel el 13 de maig. A la seva època gaudia d'una gran popularitat al seu país, on se'l coneixia com a Het Atoomkanon van Helmond ("El canó atòmic de Helmond") a causa de les seves fulgurants sortides a les curses.

## Trajectòria esportiva

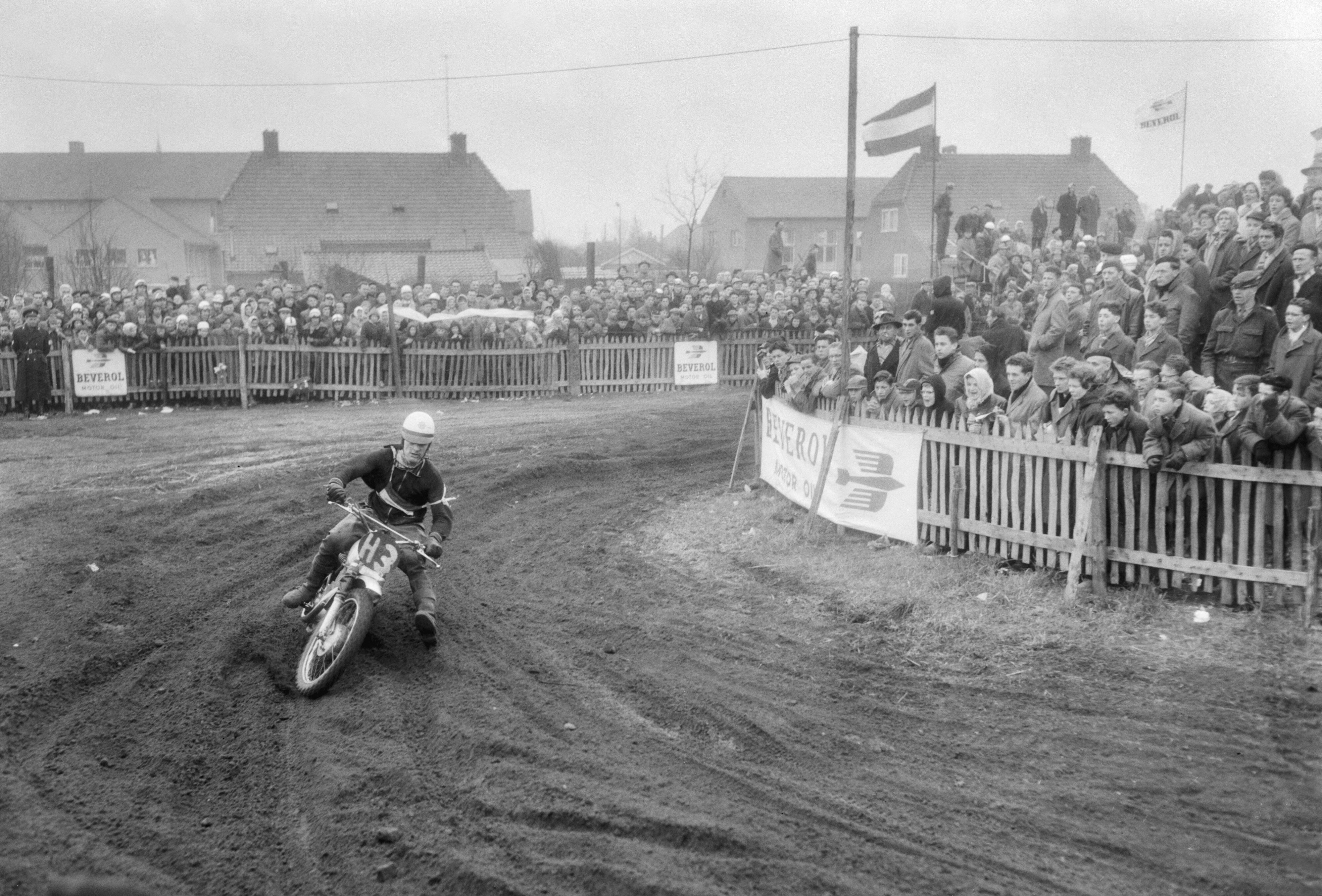
Jan Clijnk amb la BSA al Motocross der Azen de 1959

Jan Clijnk era el gran de nou germans. La família vivia al barri de Steenweg, a les Zestien Woningen ("setze llars"), un grapat de cases tronades situades enmig d'una zona residencial a Helmond. De jove, mentre estudiava formació professional, en Jan agafava d'amagat la moto del seu pare, un contractista sense èxit, per anar a fer un volt per la ciutat. Poc després d'acabar la Segona Guerra Mundial, va entrar de mecànic a un taller de motocicletes d'Eindhoven.
El 1947, després de transformar la Triumph militar del seu pare en una moto de motocròs, va debutar en aquest esport en una cursa al parc Sint Jozef de Helmond i hi aconseguí la victòria. El 1949 es fundà la RKNMB al seu Helmond natal i Clijnk començà a obtenir èxits a les curses i campionats que organitzava aquesta associació. El 1951 es proclamà campió de motocròs sènior de 500cc de la RKNMB, en una temporada que quedà marcada per la tragèdia a causa de l'accident mortal de Theo Aben durant una prova del campionat -accident en què es veié involucrat el propi Clijnk.
El maig de 1952, Clijnk va passar a competir al Campionat dels Països Baixos oficial, organitzat per la KNMV (Koninklijke Nederlandse Motorrijders Vereniging, "Reial Associació de Motociclistes Neerlandesos"), però ja mai més no va guanyar cap títol estatal. Mentre els seus principals rivals al campionat, Frans Baudoin, Hennie Rietman i Broer Dirkx, se'ls anaven repartint, ell preferia córrer a l'estranger (especialment al Regne Unit, França i Bèlgica, però també a Alemanya i Itàlia), on els organitzadors pagaven millor i, a més, podia córrer-hi sense la pressió que sentia al seu país, on el públic sempre esperava el millor d'ell. Malgrat tot, sí que va aconseguir importants victòries en curses internacionals als Països Baixos, on corria amb el seu tradicional dorsal H3, entre elles el Gran Premi ja esmentat (1956) o el Motocross der Azen de Sint Anthonis de 1958, el qual va guanyar després de superar el campió del món vigent aleshores, Bill Nilsson.
Al llarg de la seva carrera, Clijnk va pilotar diverses marques de motocicleta, entre elles Matchless (1951), Norton (1952), BSA (de 1953 a 1962) i Triumph Métisse (1963). Entre 1952 i 1962 va formar part nou vegades de l'equip estatal al Motocross des Nations.

## Vida privada
Jan Clijnk es va casar amb la Betsy Crousen, d'Eijsden, el 23 de juny de 1964. El matrimoni es va establir a Withuis (al municipi limburguès de Eijsden-Margraten, prop de la frontera amb Bèlgica), on la família de la dona regentava un bar i Clijnk hi treballava. Dos anys després, però, la Betsy es va morir de càncer i ell va haver d'abandonar la casa quan la seva sogra, que mai no l'havia acceptat, l'en va fer fora. Clijnk va caure en la beguda i, després de diverses adversitats, va acabar en un refugi per a gent sense llar a Helmond, on es va morir d'un atac de cor el 1989.

## Popularitat
A la galeria d'esports de Helmond, el seu retrat penja al costat dels dels germans Van de Kerkhof i de Willy van der Kuijlen, els altres esportites famosos de la ciutat. El seu nom, al costat del de Broer Dirkx, s'esmenta a la cançó 'De motorcross is O.H.I.O.' del grup neerlandès Normaal. El seu cantant i líder, Bennie Jolink, va declarar una vegada que ell no havia estat mai fan de ningú, tret de Jan Clijnk.

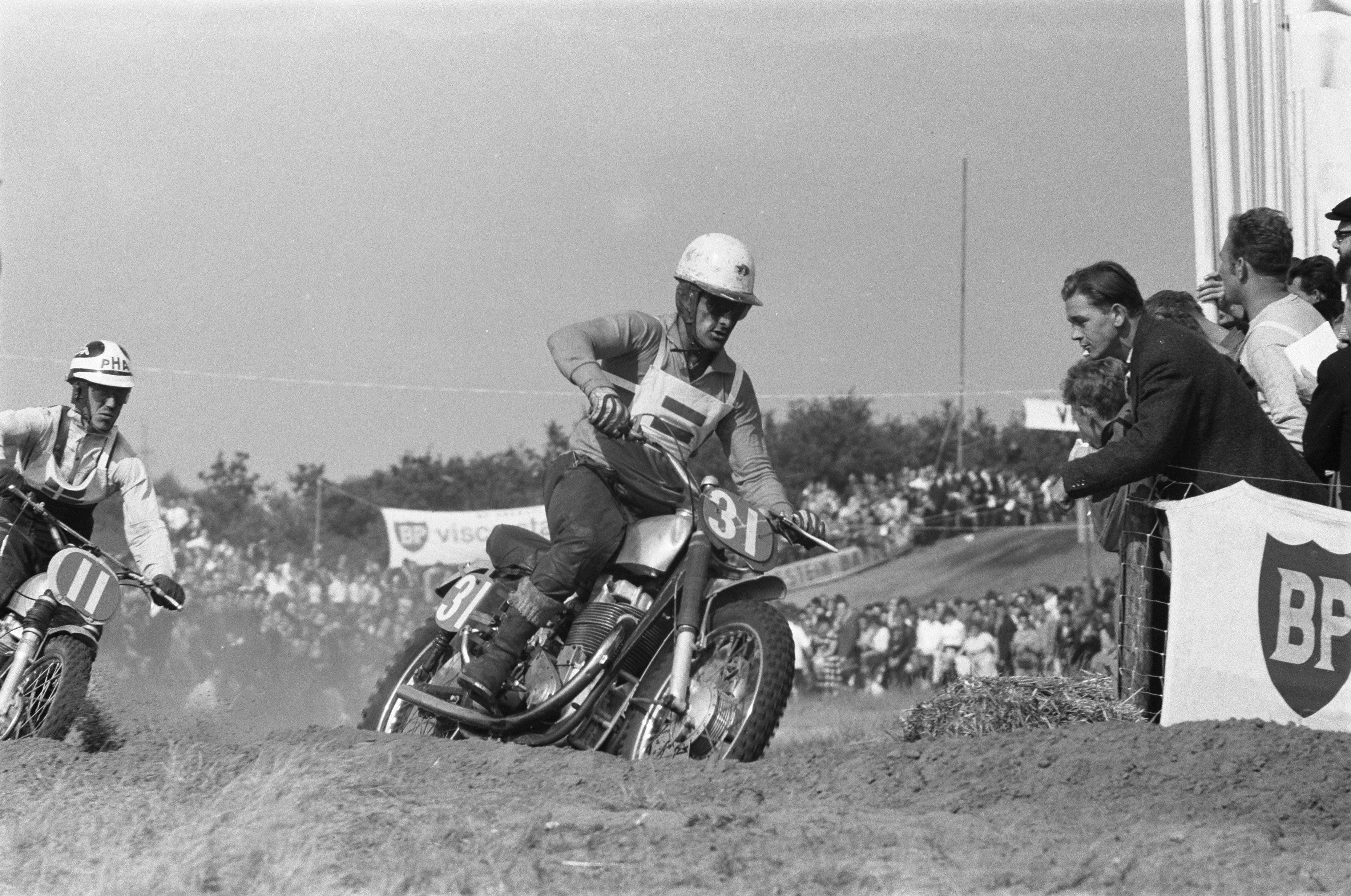
Clijnk (31) al Motocross des Nations de 1961, a Schijndel

Durant la seva carrera, Clijnk era tan popular als Països Baixos i a fora que, un dia, va rebre a casa una carta de l'estranger a l'adreça de la qual només hi deia «Jan Clijnk, corredor de motocròs».